# (5244) Amphilochos
(5244) Amphilochos – planetoida z grupy trojańczyków okrążająca Słońce w ciągu 11 lat i 263 dni w średniej odległości 5,16 j.a. Została odkryta 29 września 1973 roku. Przed nadaniem nazwy planetoida nosiła oznaczenie tymczasowe (5244) 1973 SQ1.